# Борщівський заказник

«Борщівський» — лісовий заказник місцевого значення. Заказник розташований на території Броварського району Київської області, Баришівська селищна громада. Підпорядковується ДП «Переяславське лісове господарство», займає кв. 18, вид. 14, 19; кв. 19, вид. 10 у Березанському лісництві. Об'єкт був створений рішенням обласної ради від 01.04.2003 р. № 89-07-XXIV.
Заказник є липово-дубовою ділянкою лісу. На території об'єкта зафіксоване місце зростання лілії лісової, занесеної до Червоної книги України.
Площа заказника — 35,8 га, створений у 2003 році.